# Ottavio Piccolomini (1698–1757)
Ottavio Enea Giuseppe Piccolomini (auch Octavio Piccolomini; tschechisch Octavian II., kníže Piccolomini; * 17. Februar 1698; † 25. Januar 1757 in Königgrätz, Königgrätzer Kreis) war Herzog von Amalfi, kaiserlicher General, Reichsfürst und Grundherr der ostböhmischen Herrschaft Nachod.

## Leben
Ottavio entstammte dem italienischen Adelsgeschlecht der Piccolomini-Pieri. Seine Eltern waren Lorenzo Piccolomini, Großneffe des Heerführers Ottavio Piccolomini, und Anna Viktoria Ludmila Kolowrat-Liebsteinsky († 1738). Nach dem Tod des Vaters 1712 erbte der erstgeborene Sohn Giovanni Venceslao Piccolomini d’Aragona (Jan Václav, kníže Piccolomini) dessen Besitzungen. Dieser stand wegen einer Gemütskrankheit bis 1732 unter der Vormundschaft seiner Mutter. 1732 bestimmte die Königgrätzer Landesregierung Giovannis jüngeren Bruder Ottavio zu dessen Vormund und Administrator der Herrschaft Nachod. Nach Giovannis Tod 1742 erbte Ottavio dessen Besitzungen.
Ottavio wandte sich schon im jugendlichen Alter der Militärlaufbahn zu. Bereits mit 17 Jahren kämpfte er in den Reihen des Prinzen Eugen im Venezianisch-Österreichischen Türkenkrieg, wo er verwundet wurde. Anschließend wurde er zum Rittmeister, 1738 zum Generalfeldwachtmeister und 1744 zum Feldmarschallleutnant ernannt. 1754 erhielt er den Rang eines Feldzeugmeisters.
1745 veranlasste Ottavio die Beseitigung der auf der Herrschaft Nachod im Ersten Schlesischen Krieg erlittenen Schäden. Das Schloss Náchod wurde umfassend renoviert und der Spanische Saal von Felix Anton Scheffler neu ausgemalt.
Im Zweiten Schlesischen Krieg wurde Ottavio kommandierender General in Mähren und Österreichisch-Schlesien. Zu Beginn des Siebenjährigen Krieges kämpfte er mit seiner Armee in Ostböhmen. Am 25. Januar 1757 starb er in Königgrätz an einem Schlaganfall.
Ottavio war nicht verheiratet und hinterließ keine Nachkommen. Mit ihm erlosch der Familienzweig der Piccolomini-Pieri. Im Besitz des Majorats Náchod folgte ihm Herzog Giovanni Pompeo Piccolomini (Jan Pompejus Piccolomini) aus dem Familienzweig Piccolomini-Todeschini.